# アルノー・トゥルナン
アルノー・トゥルナン（Arnaud Tournant。1978年4月5日- ）はフランス・ルーベ出身の元自転車競技（トラックレース）選手。

## 来歴
チームスプリントでは長らくフランスチームの「不動のアンカー（第三走者）」を務め、夏季オリンピックではシドニー大会の同種目で金メダル。世界自転車選手権の同種目では実に9回の金メダルを獲得。
また、1kmタイムトライアルも世界トップクラスのレベル。世界選手権では1998～2001年まで4連覇を達成。加えて2001年はスプリントでも優勝し同大会の三冠王を達成。通算14回の世界一の座に就いた。
トゥルナンがスターダムにのしあがるまでの短距離界といえば、全身をフルに使う形の走法が主流とされたが、この走法だとトップスピードを維持できる時間は限られている。トゥルナンの走法は、一度スピードに乗せてしまえば比較的長い距離に亘ってトップスピードを維持することが可能というものであり、テオ・ボスやクリス・ホイといった選手たちもこうした走法であることから、現在主流の走法のパイオニアともいうべき選手である。
2001年10月10日、ボリビアのラパスにて1kmタイムトライアルで58秒875の当時の世界最高記録を樹立した。
2008年開催の北京オリンピックを最後に現役引退。その後、コフィディスのコーチとなった。